# Hypertension portale

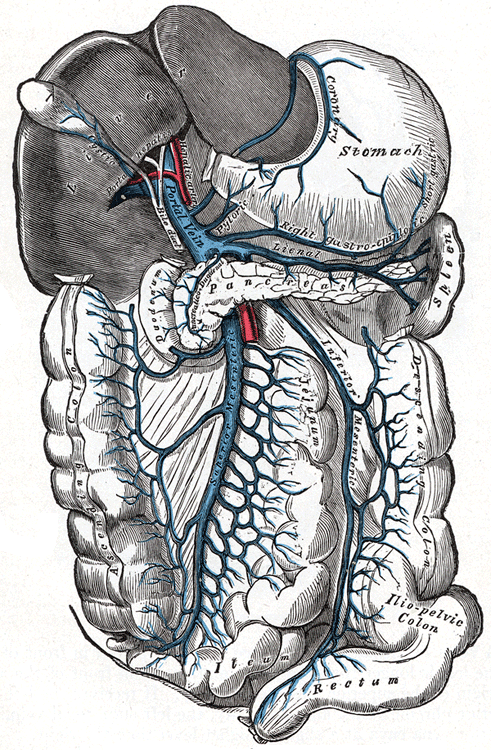
Veine porte en bleu, alimentant le foie (en haut à gauche) depuis le système digestif.

 (novembre 2012).
Pour les articles homonymes, voir HTP.
L'hypertension portale (HTP) est une surpression sanguine veineuse touchant le système porte hépatique.
Chez l'humain, elle est définie par une pression de la veine porte supérieure à 15 mmHg ou par une différence de pression porto-cave supérieur à 5 mmHg.

## Anatomie
Le système porte est un réseau vasculaire veineux, qui draine presque l'ensemble du tube digestif et comprenant 3 troncs veineux principaux : la veine mésentérique inférieure (mes inf) ; la veine mésentérique supérieure (mes sup) ; et la veine splénique (spl). La réunion des deux troncs veineux mésentérique inférieur et splénique forme le tronc spléno-mésaraïque.
Les trois troncs veineux sus-cités (mes inf ; mes sup ; spl) se réunissent pour former le tronc porte. Le tronc ou veine porte est un volumineux vaisseau sanguin qui pénètre le foie et se subdivise en vaisseaux beaucoup plus petits : les capillaires sinusoïdes. Une fois les différents échanges métaboliques effectués avec les cellules du foie (les hépatocytes), le flux sanguin qui traverse le foie rejoint la veine cave inférieure via les veines hépatiques.

## Causes

### Pré-hépatique
- Thrombose de la veine porte
- Compression portale

### Hépatique
- Cirrhose
- Métastase hépatique
- Schistosomiase

### Post-hépatique
- Insuffisance cardiaque droite
- Syndrome de Budd-Chiari
- Maladie veino-occlusive[1]

## Sémiologie

### Clinique
- Circulation veineuse collatérale : Tête de méduse
- Splénomégalie
- Ascite

L'hypertension portale peut également se révéler par une complication soit une hémorragie par rupture de varices œsophagiennes ou gastriques ou encore l'apparition d'une ascite associée à des œdèmes des membres inférieurs.

### Endoscopique
- Varices œsophagiennes
- Gastropathie congestive

## Sources
- Hépato-gastro-entérologie - Éditions Vernazobres Grego
- Université Médicale Virtuelle Francophone, ou UMVF) : Portail de l'UMVF
- Université de Rennes - cours en ligne : Cours d'hépatologie